# كاثرين بريستو
كاثرين بريستو (بالإنجليزية: Cathryn Bristow)‏ هي لاعبة غولف نيوزيلندية، ولدت في 14 نوفمبر 1984 في أوكلاند في نيوزيلندا.

## روابط خارجية
- كاثرين بريستو على موقع رابطة أوروبا للاعبات الغولف المحترفات (الإنجليزية)